# Anti-racisme
Anti-racisme relaterer sig til bevægelser, overbevisninger, handlinger og politikker til at bekæmpe racisme.
Ifølge Digital Library kan anti-racisme forstås som en form for fokuseret og vedvarende handling der har til henblik at ændre et system eller institutionel politik, praksis eller procedure som har racistiske effekter. Dette kan inkludere inter-kulturelle, inter-tro, flersproglige og andre former for fællesskaber.